# پرویز مشرف
پرویز مشرف (۱۱ اوت ۱۹۴۳ – ۵ فوریه ۲۰۲۳) دهمین رئیس‌جمهور پاکستان بود. او همچنین رئیس ستاد ارتش پاکستان و نیز چهارمین ژنرال پاکستانی بود که در پی کودتا، به مدت ۹ سال بر این کشور حکومت کرد. مشرف در تاریخ ۱۲ اکتبر ۱۹۹۹ با برکنار کردن نواز شریف نخست‌وزیر منتخب به قدرت رسید و به این وسیله عالی‌ترین مقام اجرائی کشور را تصاحب نمود. پس از آن و در پی انجام یک همه‌پرسی که در تاریخ ۲۰ ژوئن ۲۰۰۱ برگزار شد، خود را رئیس‌جمهور پاکستان اعلام کرد. او سرانجام در پی تهدید جناح‌های مخالف خود در پارلمان پاکستان مبنی بر استیضاح و برکناری وی از مقام ریاست جمهوری در ۱۸ اوت ۲۰۰۸ استعفای خود از پست ریاست جمهوری در یک نطق تلویزیونی اعلام کرد.
مشرف در ۵ فوریه ۲۰۲۳ در بیمارستان آمریکایی دبی در سن ۷۹ سالگی پس از تحمل بیماری طولانی مدت آمیلوئیدوز درگذشت.

## پیشینهٔ خانوادگی
پرویز مشرف دومین فرزند از جمع سه پسر خانواده‌است که در ۱۱ اوت ۱۹۴۳ در نهر والی هاولی (Nahr wali Haveli) واقع در منطقهٔ دریاگنج نزدیک دهلی و در هندوستان تحت حاکمیت انگلستان متولد شد. پس از تقسیم هندوستان، همراه با والدین خود به پاکستان مهاجرت نمود و در کراچی سکنی گزید. او وابسته به جامعهٔ مسلمان اردو زبان مهاجر است. مشرف از خانوادهٔ متوسط سطح پایینی است. پدرش سید مشرف‌الدین، به عنوان منشی سفارت پاکستان در ترکیه کار می‌کرد. او سال‌های نخستین زندگی خود را از ۱۹۴۹ تا ۱۹۵۶ میلادی در ترکیه گذراند. همسر مشرف، بیگم صهبا از اهالی اوکاره در پنجاب پاکستان است. آن‌ها دو فرزند دارند: پسرشان به نام بلال مشرف که در سن‌خوزه کالیفرنیا مشغول به ادارهٔ صندوقهای سرمایه‌گذاری برای پدر است. فرزند دیگر دختری است به نام آیلا رضا که در کراچی پاکستان چندین کار تجاری و سازمان غیرانتفاعی را اداره می‌کند. دو فرزند مشرف، هرکدام خود صاحب دو فرزند هستند.

## جوانی
مشرف وارد دبیرستان سن پاتریک، کراچی شد، و در سال ۱۹۵۸ پیش از پیش از آنکه در کالج مسیحی فورمن در لاهور حضور یابد، از آن فارغ‌التحصیل گردید.

## شغل نظامی
در سال ۱۹۶۱، او وارد دانشکده نظامی پاکستان در کاکول شد، و در دوره ۱۱ ام آن در کلاسش فارغ‌التحصیل گردید و سپس در واحد توپخانه آن به خدمت پذیرفته شد. به عنوان فارغ‌التحصیل از کالج کارمندی کوئتا، و کالج دفاع ملی در راولپندی، مشرف از کالج سلطنتی تحقیقات دفاعی بریتانیای کبیر نیز فارغ‌التحصیل گردید. در سال ۱۹۶۵، مشرف در خاطرات خود فاش می‌کند که او با گرفتن مرخصی غیرمجاز، قرار بود تا در یک دادگاه نظامی به خاطر آن احضار گردد، اما به خاطر جنگ با هندوستان موضوع آن لغو گردید.
مشرف در جنگ هند-پاکستان در سال ۱۹۶۵ به عنوان ستوان دوم در یگان میدانی توپخانه شماره ۱۶(sp) حضور داشت. یگان او به عنوان مأمور بخشی از رسته نظامی اول در تهاجم در ناحیه خمکاران فعالیت می‌نمود که حمله اصلی را علیه ارتش هند برنامه‌ریزی نمود. از <مرجع خاطرات> با وجود احراز امتیاز و برتری عمده از لحاظ نظامی
اولین واحد مسلح (با نام " غرور ارتش پاکستان") متحمل شکست سختی شد و خمکاران به گورستان تانک‌های پاکستانی تبدیل شد.
با وجود تمام محاسبات پیشرفت حساس در نبرد اسال اوتار به ناکامی انجامید، چرا که پاکستان فرصت طلایی را برای به دست آوردن نقاط مهم از لحاظ راهبردی از دست داد و نقطه عطفی در جنگ شد.
بعدها، در جنگ سال ۱۹۷۱ هند- پاکستان او به عنوان فرمانده یگان (واحد نظامی)| یگان در گروه خدمات ویژه | SSG گردان نظامی کماندوها خدمت نمود. اصولاً" برنامه‌ریزی شده بود که در کنار نیروهای یگان خدمات ویژه بر فراز پاکستان شرقی پرواز کند، اما او به پنجاب فراخوانده شد زمانی که جنگ به پایان رسید و تمام پروازها به هندوستان لغو گردید. او سپس اذعان داشت که " شکست خورده و گریست".
سپس او فرمانده یگان‌های توپخانه شد، در آنجا شد پس از آن تیپ توپخانه و سپس فرمانده واحد سواره نظام گردید.
در ارتقاء به درجه سرلشگری در ۱۵ ژانویه ۱۹۹۱، او فرمانده واحد سولره نظام بود. سپس، در ۲۱ اکتبر ۱۹۹۵، او به مقام سپهبدی و فرماندهی سپاه یکی رسید. در سال ۱۹۹۸، در پی بازنشستگی ژنرال جهانگیر کرامت، او شخصاً از سوی نخست‌وزیر نواز شریف به مقام دیگر افسران عالی‌رتبه ارتشی دست یافت، و فرماندهی کل ارتش را به دست گرفت. در سال ۱۹۹۹، او ارتش پاکستان را طی جنگ کارگل هدایت می‌نمود. ژنرال مشرف نیز دریگان خدمات ویژه حضور یافت و کماندوهای پاکستانی را تعلیم داد.
از آوریل تا ژوئن۱۹۹۹، پاکستان و هندوستان در جنگ کارگل شرکت کردند که در آن مشرف رئیس ستاد ارتش پاکستان بود. این درگیری موجب بی‌اعتمادی احتمالی بین رهبری دولتی و نظامی شد و این نهایتاً به برکناری دولت شریف منجر گردید.

## کودتا
مشرف به‌طور رسمی در ۱۲ اکتبر ۱۹۹۹، (با استفاده از عنوان «رئیس اجرائی» و داشتن اختیارات گسترده) در پی کودتایی بدون خون‌ریزی رئیس حکومت پاکستان شد. در آن روز، نخست‌وزیر مشروطه پاکستان نواز شریف کوشید تا مشرف را کنار زده و به جای او رئیس سازمان اطلاعات داخلی پاکستان (ISI) خواجه زین الدین را بر سر کار آورد. مشرف که خارج از کشور بود، با یک پرواز هوایی بازرگانی وارد پاکستان شد. ژنرال‌های بالا رتبه ارتش از پذیرش برکناری مشرف خودداری نمودند. شریف به فرودگاه کراچی دستور داد تا از فرود هواپیمای حامل مشرف جلوگیری کند، که پس از آن مجبور شد در آسمان‌های اطراف کراچی دور بزند. در کودتا، ژنرال‌ها دولت شریف را برکنار نموده و فرودگاه را تحت کنترل خود درآوردند. هواپیما تنها پس از آن که سوخت آن در حال اتمام بود، فرود آمد و مشرف کنترل دولت را در دست گرفت. شریف در خانه خود زندانی بود و سپس به تبعید فرستاده شد. او و دیگر رهبران دموکراتیک در پی آن از ورود به پاکستان ممنوع شدند. بر اساس یک گزارش، مخالفت بین مشرف و شریف در حول این محور دور می‌زد که نخست‌وزیر منتخب دموکراتیک آن کشور به یافتن راه حلی دیپلماتیک برای درگیری تمایل داشت.
رئیس‌جمهور وقت پاکستان، رفیق طرار تا ژوئن ۲۰۰۱ به تصدی خود ادامه داد. مشرف به‌طور رسمی در ۲۰ ژوئن ۲۰۰۱ درست چند روز پیش از دیدار مقرر خود برای مذاکره با هند در آگرا خود را رئیس‌جمهور پاکستان کرد.

## انتخابات ریاست جمهوری
کمی پس از روی کار آمدن مشرف، بسیاری از مردم به دادگاه این کشور تقاضاهایی مبنی بر تعیین صلاحیت وی جهت احراز قدرت عرضه کردند. در ۱۲ می ۲۰۰۰، دادگاه عالی پاکستان به مشرف دستور داد تا در ۱۲ اکتبر ۲۰۰۲ انتخابات سراسری را برگزار نماید. در تلاش برای مشروعیت دادن به ریاست جمهوری خود، او قول داد که به تلاشش پس از رسیدن به احیاء دموکراسی ادامه دهد، او همه‌پرسی را در ۳۰ آوریل، ۲۰۰۲ برای تمدید دوره ۵ ساله ریاست جمهوری خود پس از انتخابات اکتبر برگزار کرد. اما، همه‌پرسی توسط اکثریت گروه‌های سیاسی پاکستانی بایکوت شد، که بعدها شکایت کردند که انتخابات به شدت یک انتخابات صوری| صوری بوده، و تعداد کل رأی‌دهندگان بر اساس بالاترین تخمینها، ۳۰٪ یا کمتر بوده‌است. چند هفته بعد، مشرف در تلویزیون حاضر شد و به خاطر «اختلالات» در همه‌پرسی از مردم پوزش خواست. همچنین مشرف به زور تعدادی از قضات دادگاه عالی پاکستان| دادگاه عالی را که علیه غصب قدرت از سوی او رأی داده بودند برکنار کرد. این افراد شامل قاضی تقی عثمانی می‌شد که یک مقام جهانی در قانون مالیه بین‌المللی و قانون مشروطه داشت. سردبیران روزنامه‌هایی که همچون سردبیر روزنامه بلوچستان پست مخالف مشرف بودند نیز تبعید شدند.
انتخابات عمومی در اکتبر۲۰۰۲ برگزار شد و اکثریت کرسی‌های مجلس پاکستان| پارلمان توسط حزب مسلم لیگ پاکستان (Q) | PML-Q، حزب طرفدار مشرف که شامل ملاکان فئودالی می‌باشد که قدرت و اقتدار آن‌ها در سیاست مشرف را از شکست در حکومت حفظ می‌کند. اما، احزاب مخالف مشرف به‌طور مؤثر برای یکسال مجمع ملی پاکستان| مجمع ملی را به حالت فلج نگهداشتند.
این بن‌بست در دسامبر ۲۰۰۳ خاتمه یافت، زمانی که مشرف با حزب متحد مجلس عمل که اتحادی از احزاب اسلامی طرفدار طالبان بود معامله کرد و توافق شد که وی ارتش را در ۳۱ دسامبر ۲۰۰۴ ترک نماید. او نهایتاً از عمل به قول خود خودداری نمود. با حمایت این حزب، قانونگذاران طرفدار مشرف توانستند دو سوم اکثریت مطلق آراء را که برای تصویب اصلاحیه هفدهم برای قانون اساسی پاکستان | تبصره هفدهم لازم بود به دست آورند، که کودتای ۱۹۹۹ مشرف را در گذشته و بسیاری از احکام وی را مشروعیت می‌بخشید.

## انتخابات هیئت انتخاب کنندگان
در رأی اعتماد مورخه ۱ ژانویه ۲۰۰۴، مشرف با احراز ۶۵۸ رأی از مجموع ۱۱۷۰آراء در انتخابات هیئت انتخاب کنندگان، بر طبق ماده (۸)۴۱ از قانون اساسی پاکستان در پست ریاست جمهوری تا اکتبر۲۰۰۷ به «عنوان رئیس‌جمهور ابقاء» شد.

## نقش پس از یازدهم سپتامبر

### حمایت از جنگ با ترور
در پی حملات تروریستی ۱۱ سپتامبر ۲۰۰۱ در ایالات متحده آمریکا، مشرف علیه دولت طالبان در افغانستان به نفع دولت آمریکا وارد عمل شد. مشرف موافقت کرد تا آمریکا از۳ پایگاه هوایی پاکستان برای آزادی پایدار عملیاتی استفاده نماید. وزیر خارجه آمریکا کولین پاول و دیگر مقامات دولتی با مشرف دیدار نمودند. سیاست عقبگرد مشرف و کمک به ارتش آمریکا که برای عملیات بمباران توسط آمریکا لازم بود به سرعت موجب غلبه بر رژیم طالبان شد. در۹سپتامبر۲۰۰۱ مشرف به مردم پاکستان خطاب نمود و اظهار داشت با این که وی از طالبان حمایت می‌کرده، اما پاکستان از حمایت آن‌ها برگشته، چرا که پاکستان درگیر خطر (حمله) از سوی اتحاد هند و آمریکا است.

### روابط با هند
مشرف در زمان حملات پاکستان به مناطق تحت اشغال هند در تابستان ۱۹۹۹، رئیس ستاد ارتش بود. پس از متحمل شدن شکست‌های متعدد، به ارتش پاکستان دستور عقب‌نشینی داده شد. برخی گزارش‌ها بیان می‌کنند که مشرف پس از فشار شدید رئیس‌جمهور آمریکا بر نخست‌وزیر پاکستان نواز شریف و سپس به وی، عقب‌نشینی کرد چرا که او می‌ترسید این درگیری تبدیل به یک فاجعه هسته‌ای تبدیل شود.
اما، در کتاب اخیر " آماده نبرد" که کار مشترک نوشته رئیس سابق ستاد کل سنتکام آنتونی زینی و داستان‌نویس تام کلنسی می‌باشد، زینی ادعا می‌نماید که مشرف کسی بود که شریف را وادار به خروج ارتش پاکستان پس از رسیدن به یک سناریوی شکست خورده از آن ناحیه نمود. بر طبق گفته یک مقام سابق دولت مشرف، حسن عباس، مشرف بود که کل عملیات را برنامه‌ریزی نمود و این ایده را به نواز شریف فروخت. این نظر که مشرف می‌کوشید تا پاکسازی‌ها در کارجیل زودتر صورت گیرد توسط نخست‌وزیر سابق پاکستان بی‌نظیر بوتو در مصاحبه با روزنامه| روزنامه دیلی فاش شد که او احتمالاً" افتخار می‌کرد که " وی پرچم پاکستان را بر فراز مجلس سرینگر برافرازد" اگر برنامه وی عملی می‌شد.
حزب مسلم لیگ پاکستان (نواز)| PML(N) به عنوان یک حزب سرشناس افزود که مشرف می‌خواست در کارجیل دخالت کند اما زمانی که درگیری با هندوستان آغاز شد ترسید پس تصمیم گرفت تا نخست‌وزیر پاکستان نواز شریف را متقاعد سازد.
همزمان با حادثه کارجیل درست پس از اجلاس صلح لاهور قبل از آن سال، مشرف با دیدگاه بی‌اعتمادی نسبت به هند در آن حاضر شد.
در ۱۳ دسامبر ۲۰۰۱، گروهی از شبه نظامیان با بمب و اسلحه به مجلس هند| پارلمان هند حمله کردند. هند، پاکستان را به خاطر این حملات سرزنش کرد، و خود را برای جنگی بالقوه بسیج نمود. مشرف هرگونه دخالت پاکستان در این حملات را انکار نمود. در پی آن فشار شدیدی از سوی واشینگتن اعمال شد. جیم هوگلند در ۱۷ ژانویه در " واشینگتن پست" گفت که " ایالات متحده از ژنرال مشرف قول گرفته که سرویس اطلاعات و ارتش پاکستان هرگونه اعطای آذوقه، سلاح و دیگر موارد لجستیک را جهت کمک به عاملان نفوذی که در هندوستان و منطقه تحت اشغال هند در کشمیر، حملات را انجام داده بودند، متوقف خواهد ساخت. ارتش دیگر برای پوشش دادن نیروهای شبه نظامی توسط مشرف پراکنده شده بودند، حملات خمپاره‌ای نخواهد کرد.
در اواسط سال۲۰۰۴، مشرف شروع نمود به یک سری مذاکرات با هندوستان تا درگیری کشمیر را حل وفصل نماید. هر دو طرف هند و پاکستان دارای توانایی تاکتیکی برای انجام حملات هسته‌ای در هر شهر در مرزهای یکدیگر بوده‌اند. دو کشور به شدت از طریق تولید فعالانه حتی تسلیحات هسته‌ای بیشتر و تکمیل فناوریهای موشکی خود از طریق انجام آزمایشهای مستمر برای دسترسی به موشکهای پیچیده‌تر ادامه می‌دهند.
علاوه بر بحث راجع به مسئله کشمیر، هر دو طرف راجع به موارد زیر نیز مباحثه می‌کنند: پروژه نیروی (برق) وولار باراگ و کیشانگاگا، سد بگلیهار بر روی رود پنجاب که توسط هند در جامو و کشمیر در حال ساخت است، سر شاخه رودخانه سر کریک در دهانه تالاب کوچ، توده یخی سیچین، مسائل مربوط به موقعیت گورداسپور و فیروزپور، روابط هندوها- مسلمانان، خودگردانی سیک‌ها در پنجاب هند| پنجاب، حقوق گروه اقلیت، هند معتقد است که پاکستان «مسئول تروریسم» در مرز مشترک است.

## محکومیت افراط گرایی
در ۱۲ ژانویه۲۰۰۲، مشرف یک سخنرانی جالب علیه افراطی گرایی اسلامی ایراد کرد. او علناً هرگونه اقدامات تروریستی را محکوم نمود، از جمله آن‌هایی که آن اقدامات را با نام رهاسازی اکثریت مسلمانان کشمیر از حکومت هند انجام می‌دهند. او همچنین قول داد با افراطی گرایی اسلامی و هرج و مرج در داخل خود پاکستان مبارزه نماید.
او همچنین از آن برای ممنوعیت سرمایه‌گذاری در مدرسه‌ها و مسجدهای خارج از کشور استفاده نمود.  در عین اعمال ممنوعیت سرمایه‌گذاری در موسسات آموزشی اسلامی، او این را برای آن‌ها الزامی نمود تا به تدریس مجموعه کاملی از رشته‌های دیگر همچون کامپیوتر بپردازند. این به آن مفهوم است که تعدادی از این مراکز به دلیل قطع دریافت هزینه‌های خود از پاکستانی‌های شاغل در خارج مجبور به تعطیلی آن شدند و در نتیجه نتوانستند رشته‌های اضافی که او الزامی نموده بود، تدریس نمایند. مشرف همچنین ممنوعیتهایی را برای دسترسی دانشجویان خارجی به تعلیم اسلام در داخل پاکستان مقرر نمود، تلاشی که به عنوان یک ممنوعیت خلاف واقع آغاز شد اما سپس به دلیل اعمال
محدودیتها برای گرفتن ویزا در آن کشور کاهش داده شد. در ۷ دسامبر، ۲۰۰۴، مشرف حجاب را به عنوان "یک دیدگاه واپسگرایانه از اسلام " لغو نمود.

## اقدامات تروریستی
در ۴ دسامبر۲۰۰۳، ژنرال مشرف از یک اقدام تروریستی جان سالم بدر برد زمانی که یک بمب قدرتمند چند دقیقه پس از آن که گروه بسیار حفاظتی بدرقه وی از روی پل راولپندی عبور کردند. این سومین مورد از یک چنین تلاش‌هایی در طی حکومت ۴ ساله وی بود. ۱۱ روز بعد، در ۲۵ دسامبر۲۰۰۳، دو بمبگذار انتحاری کوشیدند تا مشرف را ترور نمایند، اما ماشین‌های حامل بمب آن‌ها نتوانست رئیس‌جمهور را بکشد، در عوض ۱۶ نفر به این وسیله کشته شدند. مشرف تنها بر اثر شیشه ضد گلوله جلوی اتومبیل خود از مهلکه جان سالم بدر برد. ظاهراً امجد فارق یک شبه نظامی به عنوان مظنون جهت سازماندهی این گونه تلاش‌ها محسوب شده و و او در سال ۲۰۰۴ پس از یک دوره تعقیب گسترده از سوی نیروهای پاکستانی کشته شد.

## نظرات جدال‌برانگیز ریچارد آرمیتاژ
طی مصاحبه‌ای با برنامه "۶۰دقیقه " از اخبار سی بی سی در تاریخ ۲۴سپتامبر۲۰۰۶، (با اجرای استیو کرافت)، مشرف شرح داد که چگونه معاون سابق وزیر امور خارجه آمریکا ریچارد آرمیتاژ مشرف را مدیری باهوش نامیده بود کمی پس حملات ۱۱ سپتامبر ۲۰۰۱و آن را تهدید به اقدام نظامی‌کرده بود اگر پاکستان از جنگ علیه ترور به رهبری آمریکا حمایت نمی‌کرد. طبق گفته مشرف، آرمیتاژ هشدار داد: " برای بمباران شدن آماده شوید. برای بازگشتن به عصر حجر آماده شوید."<مرجع= " رویترز"> علاوه بر این طی مصاحبه با جان استوارت از برنامه " شو دیلی" در ۲۶ سپتامبر۲۰۰۶، مشرف اظهار داشت که وزیر اسبق آمریکا کولین پاول نیز پیام مشابهی را به وی ابلاغ نموده: " یا با ما هستید یا علیه ما." مشرف از دادن توضیح بیشتر خودداری نمود، با بیان این که نسخه جدید کتاب وی " در خط آتش: یک خاطره" (شابک۹-۸۳۴۴-۷۴۳۲-۰) در راه‌است. آرمیتاژ رد می‌کند که آمریکا یک چنین سخنان خشنی را برای تهدید پاکستان بکار برده باشد در حالی که رئیس‌جمهور بوش علناً" از اعتراف به احتمال این که دقیقاً" از یک چنین سخنانی استفاده شده باشد، امتناع نمود. اما، بر طبق بیان مطبوعات او گفته‌است که
" مجبور شدم بپذیرم".

## جدال دوسویه دولتی
حزب طرفدار مشرف، PML-Q، اکثریت آراء را در انتخابات اکتبر۲۰۰۲ به دست آورد، و یک ائتلاف اکثریت با گروه‌های مستقل و متحدینش همچون MQM تشکیل داد. با این وجود، احزاب مخالف به‌طور مؤثر مجمع ملی را دچار بن‌بست کردند، و از پذیرش مشروعیت حکومت مشرف خودداری نمودند. در دسامبر۲۰۰۳، به عنوان بخشی از سازش با گروه اسلامی اصلی مخالف، متحده مجلس عمل، یک اتحاد از رادیکال‌های اسلامی از جمله جماعت اسلامی که رهبران آن به عنوان رابط‌های اسامه بن لادن| بن لادن، بودند، تشکیل شد و ژنرال مشرف گفت که او به عنوان رئیس ارتش تا ۱ ژانویه ۲۰۰۵ کوتاه خواهد آمد. در عوض، MMA قبول کرد تا از یک تبصره در قانون اساسی حمایت کند که کودتای گذشته مشرف را مشروعیت داده، و و برخی از کنترل‌ها و توازن‌های رسمی را برای نظام حکومت پاکستان حفظ نماید. در اواخر سال۲۰۰۴، قانونگذاران طرفدار مشرف در پارلمان پاکستان| مجلس لایحه‌ای را از تصویب گذراندند که به مشرف اجازه می‌داد هر دو مقام را حفظ کند.

## نظرات و مقاصد مشرف
مشرف به عنوان یک رهبر میانه‌رو از سوی جهان غرب| غربی محسوب می‌شود. بسیاری معتقدند که مشرف در تمایل خود برای پل زدن (ایجاد ارتباط) بین جهان‌های اسلامی و غربی جدی است و پیشتر سخنرانی شدیداللحنی علیه تفکر ناگزیر بودن ' برخورد تمدنها' بین آن‌ها ایراد نموده بود. علاوه بر این، او اصطلاح " میانه روی روشنفکرانه " را ابداع نمود و معتقد است که وی یک مروج پروپاقرص برای همان است. تعلقات عاطفی مشرف به ایالات متحده را می‌توان حدس زد که می‌تواند به این دلیل مهم باشد که دست کم دو نفر از اعضای نزدیک خانواده وی در آنجا زندگی می‌کنند: برادرش به عنوان یک پزشک در ایلینوی ز نزدیک شیکاگو، و پسرش در بوستون، ماساچوست| بوستون، ماساچوست سکونت دارند. بلال پسر مشرف در یک شرکت دارای فناوری بالا واقع در بوستون مشغول است.

## مبارزه علیه فساد
یکی از انتظاراتی که به هنگام به قدرت رسیدن مشرف وجود داشت این بود که فساد لجام گسیخته موجود در سیستم دولتی به‌طور کامل پاک شود. خود مشرف بیان نمود که یک (عملیات) سرکوب علیه فساد شروع خواهد شد اما در طی سال‌ها در دستگاه وی، بسیاری از تحلیلگران بیطرف اظهار نموده‌اند که رژیم نظامی اجازه دارد تا آزادانه وارد ورطه فساد شود.
رژیم مشرف هنوز هنوز بهتر از حکومت‌های پیش از خود محسوب می‌شود، چرا که بر طبق گزارش TI در سال ۱۹۹۶ پاکستان از لحاظ فساد در رتبه دوم کشورها قرار داشت در حالی که هندوستان در مرتبه۹ بود.
طبق آخرین گزارش پاکستان از میان ۱۶۲ کشور در رتبه ۱۴۲ واقع شده‌است.
اما، تلاش‌های دولت مشرف برای آزادی رسانه‌ها و قضائی، در حمایت از پارلمان حتی از سوی ریان. سی. کراکر سفیر آمریکا در پاکستان نیز اعتراف گردید.
مشرف شخصاً از لحاظ مالی پاک شناخته شده‌است. او همه عواید حاصل از فروش چاه خود را در کتاب زندگی‌نامه خود 'در خط آتش ' ذکر نموده که خرج تعالی اجتماعی در کشور شده‌است.

## حمایت از مبارزه با ترور
از زمان شرکت وی به عنوان یک افسر ارشد در نیروهای پاکستان طی اشغال افغانستان از سوی اتحاد شوروی، شوروی روابط شخصی عالی با بخش‌های متعدد دستگاه امنیتی آمریکا داشته‌است.
باور عمده این است که مشرف توسط آمریکا وادار شده تا به متحدین سابق خود، دولت طالبان افغانستان، پشت کند. قطعاً سخنان وی در تلویزیون ملی باور او را که هیچ چاره‌ای نداشته مگر آن که با ایالات متحده متحد شود، نشان می‌دهد.
حمایت مشرف از آمریکا در شکست طالبان در افغانستان به آن سادگی که انجام شد، غیرقابل انکاربوده‌است. این کار پس از تصمیم سریع و مناسب از لحاظ راهبردی بود که برای پایان دادن به حمایت طولانی مدت پاکستان از طالبان، اتخاذ شده بود. پاکستان خطوط نفت و تأمین آذوقه طالبان را قطع نمود، که حاکی از فراست بود و به عنوان یک ناحیه پشتیبانی لجستیکی برای آزادی پایدار عملیاتی عمل می‌نمود. همچنین به نیروهای آمریکایی اجازه داده شد تا در داخل پاکستان عملیات انجام دهند، و نیروهای پاکستانی به ویژه هیئت فرماندهی کنترل نظامی سرویس‌های اطلاعاتی داخلی در به‌کارگیری شکنجه علیه نظامیان مظنون همکاری داشته‌اند.
تحت فشار آمریکا، مشرف یک حمله نظامی عمده به ناحیه ایلیاتی وانا انجام داد، که بسیاری از خانواده‌های ساکن در آن در معرض شکار نظامیان قرار گرفتند، و جنبش قیام ملی را سبب شد که ساخته دست نظامیان ناراضی و ساکنان سابق وانا بود که خانه‌هایشان در عملیات بمباران سنگین توسط ارتش ویران شده بود.
اما، پس از قیام اخیر طالبان، آمریکا نگاه جدی تری به نقش مداوم پاکستان در سرکوب طالبان بر اساس گزارش‌های نیویورک تایمز می‌انداخت.
شیث جی جونز دانشمند سیاست‌مدار در شرکت راند، گفته که شواهد فزاینده‌ای وجود دارد که مأموران اطلاعاتی پاکستان کمک‌های مالی، آموزشی، تأمین اطلاعات و سایر مساعدتها را به شورشیان طالبان نموده بودند. مستر جونز گفته که این که دستورها از سوی خود پرویز مشرف صادر شده باشد آشکار نیست، اما معلوم است که او از این حمایت آگاه بوده، و این که او تاکنون نتوانسته بود این روند نظامی را متوقف سازد.
مشرف به خوبی به زبان انگلیسی صحبت می‌کند و مصاحبات و سخنرانی‌های متعددی در کانال‌های تلویزیونی آمریکا و اروپا و دیگر رسانه‌ها انجام داده‌است. او همچنین او به خاطر ابراز نظرات متضاد در مصاحبات خود مشهور است. او در کمیته‌های مشورتی همچون راند | شرکت راند در سانتا مونیکا، کالیفرنیا در ژوئن ۲۰۰۳ سخنرانی کرده‌است. حمایت وی از جنگ علیه ترور به رهبری آمریکا سبب افزایش حمایت عمومی برای احزاب جناح راست اسلامی در پاکستان گردید. تصویر آمریکا در پاکستان به‌طور آشکاری پس از جنگ عراق بدون تأیید قطعنامه سازمان ملل مخدوش شده‌است. مشرف علناً از اعزام نیروهای پاکستانی به عراق بدون صدور قطعنامه سازمان ملل و نیز در اثر فشار عمومی در پاکستان، مخالفت نمود.
پس از مذاکرات طولانی با همتای افغانی خود حامد کرزای، او در ۷ سپتامبر، ۲۰۰۶ گفت که او خود را نسبت به سرکوب طالبان، متحدین القاعده‌شان و «طالبانی سازی»، به عنوان مرجعی برای گسترش اسلام متحجرانه، متعهد می‌دانسته‌است. یک روز قبل از پنجمین سالگرد واقعه حملات ۱۱سپتامبر۲۰۰۱ که به جنگ در افغانستان در سال۲۰۰۱| حمله به رهبری آمریکا به افغانستان انجامید، او به خبرنگاران در کابل گفت: «بهترین راه برای مبارزه با این دشمن مشترک، اتحاد با یکدیگر، اعتماد به یکدیگر و ایجاد یک راهکار مشترک می‌باشد.» مشرف گفت: «هر فعالیت نظامی با زور و نیرو اعمال می‌شود. طالبان‌سازی ممنوع. هرگونه فعالیت طالبانی در این سوی مرزهای ما و در مرز ما در افغانستان ممنوع است.» موضوع تغییر مکان خط مرزی دیدار رئیس‌جمهور آمریکا جرج دابلیو بوش در اویل سال۲۰۰۶ به اسلام‌آباد تحت‌الشعاع قرار داد و مشرف قول داد که در راس هیئتی به آمریکا و کوبا سفر نمایدو دیداری احتمالی با بوش داشته باشد.

## انتخابات طی دوره تصدی مشرف
در ۱۲می۲۰۰۰، دادگاه عالی به مشرف دستور داد تا انتخابات ملی را تا ۱۲ اکتبر ۲۰۰۲برگزار نماید؛ انتخابات برای حکومت‌های محلی در ۲۰۰۱ برگزار شد. انتخابات برای قانونگذاران ملی و ایالتی در اکتبر ۲۰۰۲انجام گرفت، که در آن هیچ حزبی اکثریت آراء را کسب نکرد. در نوامبر۲۰۰۲، مشرف اختیارات خاصی را به پارلمان تازه منتخب پاکستان تفویض نمود. مجمع ملی، میر ظفراله خان جمالی را به عنوان نخست‌وزیر پاکستان انتخاب کرد که وی نیز در عوض کابینه خود را منصوب نمود.
در ۱ژانویه، ۲۰۰۴ مشرف از کالج منتخب پاکستان که شامل مجالس پارلمان و چهار مجمع ایالتی می‌شود رأی اعتماد گرفت که آن‌ها تحت نظارت اربابان ملاک در کشور می‌باشند و به بیشتر آن‌ها طی حکومت مشرف مقام‌های دولتی اعطا شده‌است. مشرف ۶۵۸ رأی از مجموع ۱۱۷۰رای را با اکثریت ۵۶٪ احراز نمود، اما بسیاری از اعضای مخالف و اسلامی در پارلمان در اعتراض به این رأی تظاهرات نمودند. در نتیجه این رای، بر طبق ماده (۸)۴۱ از قانون اساسی پاکستان، مشرف به عنوان «فرد منتخب» برای مقام ریاست جمهوری برگزیده شد. دوره حکومت وی از اینک تا سال ۲۰۰۷ تمدید می‌شود.
جمالی، نخست‌وزیر، در ۲۶ ژوئن سال۲۰۰۴ استعفا داد. به‌طور گسترده‌ای تصور می‌شود که استعفای وی بنا به دستور ژنرال پرویز مشرف صورت گرفته باشد. جمالی، در ابتدا از سوی مشرف به این مقام منصوب شد که حزب PML(Q) را تحت کنترل دارد. او PML(Q) را ضمن چانه زنی با احزاب مختلف (بیشتر احزاب PML(N) و PPPP) تشکیل داد. بیشتر وزرای کابینه از اعضای بلندپایه احزاب دیگر بودند که پس از انتخابات صرفاً به دلیل آن که مشرف به آن‌ها قول مقام‌های مهمی را در دولت داده بود، به آن پیوستند. مشرف جمالی را به خاطر عملکرد ضعیف وی عوض نمود و به جای وی شوکت عزیز، معاون سابق رئیس سیتی بانک را به این مقام منصوب نمود
و رئیس واحد «بانکداری خصوصی سیتی بانک» را به عنوان نخست‌وزیر جدید معرفی کرد. مشرف شوکت عزیر را به خاطر اقدامات موفق وی در احیای مجدد اقتصاد پاکستان در پست وزارت اقتصاد پیشتر انتخاب نموده بود. دولت جدید عمدتاً پشتیبان مشرف بود که در دولت جدید به عنوان رئیس‌جمهور و رهبر کشور ابقا شده‌است. مشرف به نقش خود به عنوان مقام اجرائی فعال پاکستان به خصوص در امور خارجی ادامه می‌دهد. اما این مسئله که او پس از تسلیم مقام خود به عنوان فرمانده کل ارتش در پست ریاست جمهوری باقی بماند هنوز قابل بررسی است.

## تکثیر سلاح‌های هسته‌ای
اخیراً «پس از فاش شدن تکثیر هسته‌ای توسط دکتر عبدالقادرخان، مهندسی مواد که به پدر بمب پاکستان معروف است، از سوی غرب زیر سؤال رفته‌است. مشرف هرگونه اطلاع یا شرکت داشتن دولت یا ارتش آن را از این تکثیر انکار می‌کند، علی‌رغم آن که انتقاد داخلی عمیقی نسبت به استثنائاً» بدنام کردن (خان) به عنوان قهرمان ملی سابق وجود دارد. مشرف همچنان از حمایت قوی کاخ سفید و دونالد رامسفلد وزیر دفاع سابق آمریکا برخوردار است. عبدالقادرخان به خاطر تبادل همکاری در تحقیق خود در شبکه تکثیر هسته‌ای اش مورد عفو واقع شده‌است. هنوز دربارهٔ سرنوشت آن‌هایی که در این امر با (خان) ساخت و پاخت کرده‌اند، تصمیمی گرفته نشده‌است.

## مشرف در رسانه‌ها
در مجله تایم ۲۰۰۶ طبق نظر سنجی در مورد ۱۰۰ نفر از " مردمی که جهان ما را شکل می‌دهند"، او در رتبه سیزده قرار دارد. در سپتامبر۲۰۰۶، او اولین رئیس‌جمهور از یک کشور بود که در برنامه تلویزیونی " دیلی شو " شرکت نمود.
در فهرستی تحت عنوان «۱۰نفر از بدترین دیکتاتورهای جهان» که توسط مجله (پاراد) در سال۲۰۰۵ تهیه شده بود، پرویز مشرف برای اولین بار در رتبه ۷ قرار گرفت، در حالی که طی سال‌های قبل هرگز در چنین فهرستی قرار نگرفته بود.
او در سال ۲۰۰۶ از این فهرست حذف شد.

## استعفا
پرویز مشرف، سرانجام در ۱۸ اوت ۲۰۰۸، در یک سخنرانی تلویزیونی، استعفای خود را از مقام ریاست جمهوری پاکستان اعلام کرد. آقای مشرف با دفاع از عملکرد ۹ ساله دولت خود، گفت که به خاطر منافع کشور استعفاء می‌دهد و آینده خود را به قضاوت مردم واگذار می‌کند. او نخستین رئیس‌جمهور پاکستان بود که از این مقام کناره‌گیری کرد.

## محکومیت به اعدام
مشرف در دسامبر ۲۰۱۹ به صورت غیابی و در حالی که در دبی زندگی می‌کرد، به اعدام محکوم شد. دلیل محکومیت او، خیانت و تخلف از قانون اساسی کشور اعلام شد.

## درگذشت
پرویز مشرف ۷۹ ساله در سال ۲۰۱۸ در امارات متحده عربی به بیماری نادر و غیرقابل درمان آمیلوئیدوز مبتلا شد و در بیمارستان آمریکایی دبی بستری شد. وی یکشنبه ۱۶ بهمن ۱۴۰۱ برابر با ۵ فوریه ۲۰۲۳ درگذشت.